# Albert Zimmeter
Albert Zimmeter (Innsbruck, 5 de julio de 1848 - Innsbruck, 15 de diciembre de 1897) fue un botánico austríaco.

## Obra
- Verwandtschaftsverhältnisse und geographische Verbreitung der in Europa einheimischen Arten der Gattung Aquilegia (Relaciones y distribución geográfica de especies nativas del género Aquilegia). 1875

- Zur Frage der Einschleppung und Verwilderung von Pflanzen (Sobre la cuestión de la introducción de plantas). En: Plant Systematics and Evolution 38 (5) Springer, Viena mayo de 1888

- Aquilegia einseleana F.W.Schultz und thalictrifolia Schott. En: Plant Systematics and Evolution 43 (5) Springer, Viena mayo de 1893

## Honores

### Epónimos
- (Rosaceae) Potentilla zimmeteri Borbás[2]

- (Saxifragaceae) Saxifraga × zimmeteri Kern[3]